# Khalabat
Khalabat ou Khalabat Township (en ourdou : ہری پور) est une ville pakistanaise située dans la province de Khyber Pakhtunkhwa. Deuxième plus grande ville du district d'Haripur, elle est située à 65 kilomètres au nord d'Islamabad au Pakistan et à seulement quelques au nord du chef-lieu de district Haripur. 
La ville est a proximité immédiate du lac de retenue du barrage de Tarbela, la ville ayant été fondée pour accueillir les déplacés engendrés par la construction de celui-ci entre 1968 et 1974. 
La population de la ville a été multipliée par plus de deux entre 1981 et 2017, passant de 23 892 habitants à 47 285. Entre 1998 et 2017, la croissance annuelle moyenne s'affiche à 1,7 %, inférieure à la moyenne nationale de 2,4 %. Selon le recensement de 2023, la population de la ville monte à 55 850 habitants.
|            | 1981 (rec.) | 1998 (rec.) | 2017 (rec.) | 2023 (rec.) |
| ---------- | ----------- | ----------- | ----------- | ----------- |
| Population | 23 892      | 34 426      | 47 285      | 55 850      |